# Moshe Safdie

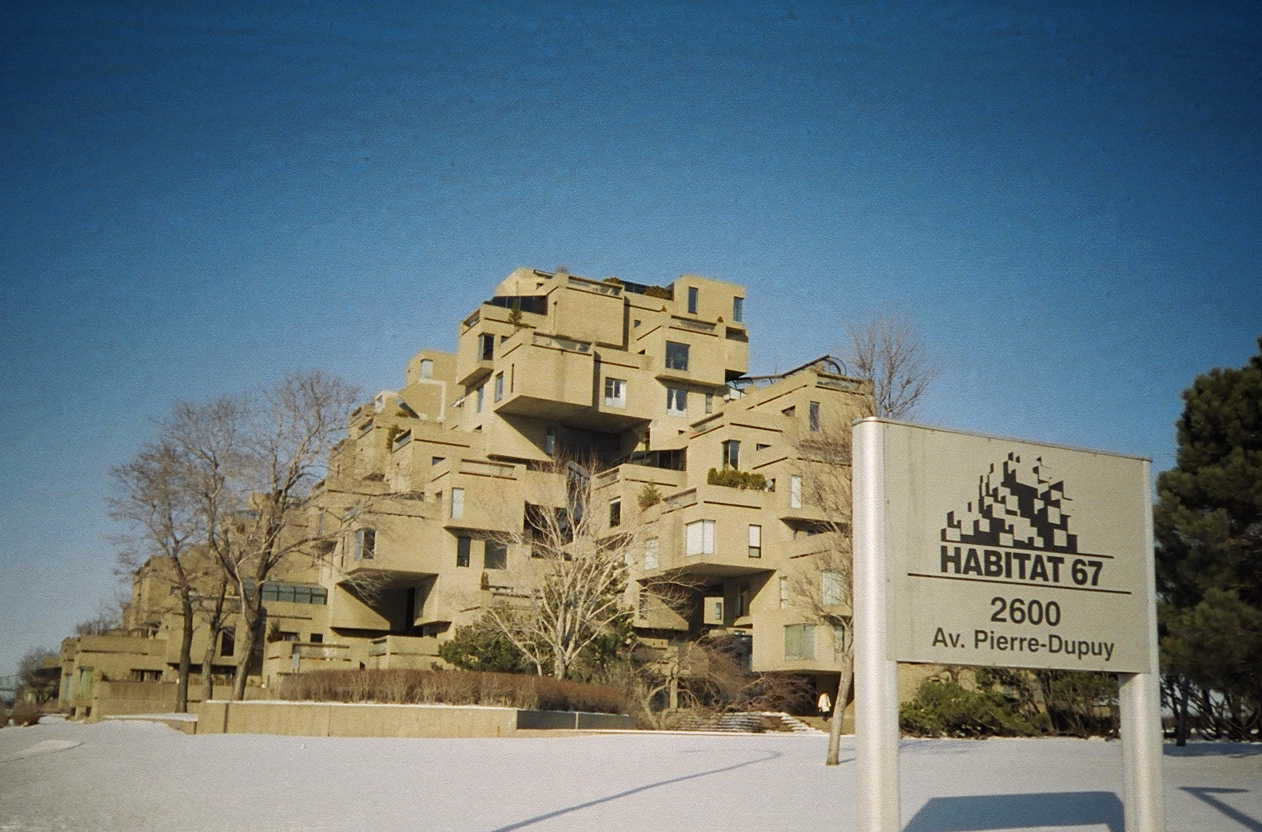
Habitat 67

Moshe Safdie, född 14 juli 1938, är en kanadensisk arkitekt och stadsplanerare. 
Safdie föddes i Haifa i dåvarande Brittiska Palestinamandatet och växte upp i en judisk familj. Familjen flyttade i början av 1950-talet till Montréal i Kanada, där Moshe började studera arkitektur vid McGill University. Han slutförde dock sina studier vid University of Pennsylvania i Philadelphia där han bland andra hade Louis Kahn som lärare.
Ett av sina första och främsta projekt skapade han redan som 24-åring då han vann tävlingen om ett nytt bostadskomplex i Montréal i samband med världsutställningen Expo 67. Anläggningen, som fick namnet Habitat 67, hade en radikal arkitektur och bestod av moduler som staplats på varandra och placerats oregelbundet för att skapa en varierad topografi, trots repetitionen i de enskilda byggnadselementet. Konceptet och utförande var baserat på Moshdies examensarbete från universitetet. 
Därefter flyttade han tillbaka till Israel där han bodde under några år och bland annat arbetade med restaureringen av Gamla Jerusalem. 1976 blev han professor vid Harvard och startade i samband med detta ett kontor i den närbelägna staden Somerville, Massachusetts. Idag bedriver kontoret verksamhet i USA, Kanada och Israel.
Han tilldelades arkitekturpriset AIA:s guldmedalj år 2015.